# Tom Staniforth

a Compétitions nationales et continentales officielles uniquement.

b Matchs officiels uniquement.
Dernière mise à jour le 31 janvier 2024.
Tom Staniforth, né le 13 août 1994 à Canberra (Australie), est un joueur de rugby à XV australien évoluant au poste de deuxième ligne. Il joue avec le club français du Castres olympique en Top 14 depuis 2020.

## Biographie
Tom Staniforth est le cousin de Scott Staniforth, international australien de rugby à XV, ayant disputé les Coupes du monde 1999 et 2007.

## Carrière

### En club
Tom Staniforth naît et grandit à Canberra, où il commence à jouer au rugby à XV lors de son enfance, dans la lignée de son frère et de ses cousins. À l'adolescence, il entre à la Canberra Grammar School (en), où il joue au rugby avec l'équipe de l'établissement,. Il mène son équipe en tant que capitaine vers un titre du championnat scolaire régional en 2012. Il fait partie des équipes jeunes de la franchise des Brumbies, et joue avec la sélection scolaire de la région de Canberra en 2012,.
Après le lycée, il dispute l'ACTRU Premier Division avec le club amateur des Canberra Royals (en) en 2013. Il joue également avec l'équipe des moins de 20 ans des Brumbies la même année,.
En 2013 également, alors âgé de 18 ans, il est retenu au sein du groupe élargi d'entraînement des Brumbies par son entraîneur Jake White. Il continue de s'entrainer avec la franchise l'année suivante, sans pour autant obtenir de contrat professionnel. Afin de subvenir à ses besoins, il occupe parallèlement un emploi de ramasseur de verres dans des pubs de Canberra. Il obtient finalement sa première opportunité dans le rugby professionnel en avril 2014, lorsqu'il est recruté par les Brumbies sur la base d'un contrat de deux semaines, afin de compenser la blessure au genou de Sam Carter. Il joue son premier match de Super Rugby le 11 avril 2014 contre les Queensland Reds, à l'âge de 19 ans. Titulaire d'entrée, il a comme vis-à-vis les Wallabies Rob Simmons et James Horwill, et réalise une performance remarquée,. Il s'agit de l'unique match qu'il dispute lors de la saison, juste avant de prolonger son contrat avec les Brumbies pour deux saisons supplémentaires,.
Plus tard en 2014, il est retenu dans l'effectif de l'équipe des Canberra Vikings pour disputer la saison inaugurale de National Rugby Championship (NRC). Il dispute huit matchs, dont six en tant que titulaire.
L'année suivante, il ne dispute aucun match avec les Brumbies, barré par des joueurs tels que Rory Arnold, Sam Carter ou Blake Enever (en). Il se contente alors de jouer avec son club des Canberra Royals, avec qui il remporte le championnat,. Il est par ailleurs élu meilleur joueur du championnat pour cette saison.
Toujours en 2015, Staniforth décide d'aller s'aguerrir dans le championnat provincial néo-zélandais avec l'équipe de Southland. Néanmoins, la fédération australienne décide de bloquer le transfert afin qu'il reste jouer en NRC. Les Canberra Vikings ayant alors déjà alloués leur quatorze places reservés aux joueurs de Super Rugby, il rejoint les NSW Country Eagles pour la saison 2015 de NRC,.
Lors de la saison 2016 de Super Rugby, après avoir notamment travaillé sa technique de placage et sa densité physique, il rejoue avec les Brumbies,. Il trouve alors une place dans l'effectif de la franchise en jouant un total de treize rencontres, mais reste dans l'ombre de l'attelage Arnold-Carter, et n'est titularisé qu'une seule fois,. Après cette première saison complète en Super Rugby, il s'engage avec les Brumbies pour deux saisons supplémentaires.
Plus tard la même année, il fait son retour avec les Canberra Vikings pour la saison de NRC. Il joue sept matchs avec ce club, et il aligné essentiellement au poste peu familier pour lui de troisième ligne aile,. Auteur de bonnes performances malgré son poste exceptionnel, il est alors élu meilleur joueur de son équipe par ses coéquipiers des Vikings,.
En 2017, il obtient qu'un de jeu limité avec les Brumbies (huit matchs, une titularisation), toujours derrière Arnold et Carter, et devant se partager son rôle de doublure avec Blake Enever. Lassé par son manque d'opportunité, il obtient la libération de sa dernière année de contrat, et s'engage pour trois saisons avec la franchise des Waratahs, basés à Sydney,. Il compense alors l'arrêt de Dean Mumm et le départ en Europe de Will Skelton. Son départ aux Waratahs entraine également un nouveau changement d'équipe de NRC, et il se rapproche de sa nouvelle franchise en faisant son retour aux NSW Country Eagles pour la saison 2017. Au terme de la saison de NRC, il est nommé dans l'équipe type de la compétition, après une série de bonnes performances.
Il joue son premier match avec les Waratahs le 24 février 2018 contre les Stormers,. Il s'impose alors comme un élément important de sa franchise lors de sa première saison, en disputant l'intégralité des dix-huit rencontres de son équipe, et en débutant six de ces matchs. Toujours important dans la rotation en 2019, il s'impose dans le XV de départ lors de la saison 2020, où il est titulaire lors des six matchs de son équipe avant que la saison ne soit interrompue à cause de la pandémie de Covid-19. Il redevient ensuite une doublure lors du Super Rugby AU, perdant sa place au profit de Ned Hanigan. Au terme de ces trois saisons convaincantes, il prolonge son contrat avec les Waratahs pour deux saisons supplémentaires.
Parallèlement aux Waratahs, il continue à jouer en NRC avec les NSW Country Eagles, et fait partie des meilleurs joueurs de la compétition en 2019,. Il joue également en Shute Shield à partir de 2018 avec le club d'Eastern Suburbs.
À l'été 2020, alors qu'il vient d'être déçu de ne pas avoir été sélectionné avec les Wallabies, il est contacté par l'entraîneur du Castres olympique Pierre-Henry Broncan, qui le suivait depuis plusieurs saisons, afin qu'il rejoigne le club. Il s'agit alors de compenser la non-venue surprise du troisième ligne fidjien Semi Kunatani. Staniforth décide d'accepter l'offre castraise, et il est libéré de ses deux années de contrat avec les Waratahs pour s'engager pour trois saisons avec le club tarnais,. Il arrive en France au mois de novembre 2020 et, après une semaine d'entraînement, fait des débuts remarqués pour son premier match lors du derby face au Stade toulousain,. Il enchaîne ensuite deux autres matchs, avant qu'une blessure à la cheville l'écarte des terrains pendant trois mois. À son retour, il récupère rapidement sa place de titulaire, et devient un cadre indiscutable du CO,.
Lors de sa deuxième année en France, il continue d'être un élément majeur du pack castrais, et il est également considéré comme l'un des meilleurs joueur à son poste dans le championnat de France,. Au terme de la saison régulière, que son équipe termine à une historique première place, il est le joueur le plus utilisé de son équipe, ainsi que le meilleur plaqueur du championnat et le deuxième joueur ayant effectué le plus de courses avec le ballon,. Lors des phases finales, son équipe va jusqu'en finale, où elle s'incline face au Montpellier HR. Il est ensuite nommé dans l'équipe type de Top 14 de la saison. En septembre 2022, il prolonge son contrat avec Castres jusqu'en 2026.
Il est élu dans l'équipe type de la saison 2023-2024 de Top 14.
Avant le début de la saison 2024-2025, Tom Staniforth se blesse à une cheville. Il est alors contraint de se faire opérer, ce qui lui fait ainsi manquer l'intégralité de la saison.

### En sélection nationale
Tom Staniforth joue avec la sélection scolaire australienne (en) en 2011 et 2012. En 2012, il fait partie de l'équipe qui parvient à battre leurs homologues néo-zélandais pour la deuxième fois de l'histoire de la sélection,.
Il est par la suite retenu avec l'équipe d'Australie des moins de 20 ans pour disputer le championnat du monde junior en 2013 en France. Il dispute cinq matchs, et inscrit un essai. Il est à nouveau sélectionné l'année suivante, et il est le capitaine de sa sélection lors du mondial junior 2014 en Nouvelle-Zélande,. Il manque le premier match en raison d'une blessure, puis dispute les quatre autres matchsde son équipe lors du tournoi,.

## Palmarès

### En club
- Vainqueur de l'ACTRU Premier Division en 2015 et 2017 avec les Canberra Royals.
- Finaliste du Top 14 en 2022 avec le Castres olympique.

### Distinctions personnelles
- Membre de l'équipe type du Championnat de France en 2022 et 2024